# Laurent Labarthe
Laurent Labarthe est un footballeur français, né le 2 août 1958 à Vierzon (Cher), qui jouait au poste de défenseur du milieu des années 1970 jusqu'à la fin des années 1980.

## Biographie
Formé à Metz, il arrive au SC Abbeville en 1981 en Division 2.
Son principal fait d'armes est de tenir tête au Paris Saint-Germain le 12 mars 1983, lors du 1/16e de finale de Coupe de France, où Abbeville gagne le match retour 1-0 au stade Paul-Delique, après avoir perdu 2-0 à l'aller au Parc des Princes.
Il dispute un total de 183 matchs en Division 2 entre 1979 et 1985.

## Carrière
- 1977-1978 :  : FC Metz (CFA, réserve)
- 1978-1979 :  : CS Blénod (CFA)
- 1979-1981 :  : Besançon RC (D2)
- 1981-1985 :  : SC Abbeville (D2)
- 1985-1988 :  ESC Longueau (Régional)
- 1988-1989 :  Intrépide Angers (Régional)